# Eupithecia ericeti
Eupithecia ericeti är en fjärilsart som beskrevs av Claude Herbulot 1970. Eupithecia ericeti ingår i släktet Eupithecia och familjen mätare. Inga underarter finns listade i Catalogue of Life.